# Génesis Viera
Génesis Viera Ortega (San Juan, 26 novembre 1995) è una pallavolista portoricana, palleggiatrice.

## Carriera

### Club
La carriera di Génesis Viera inizia nei tornei scolastici della Florida, a cui partecipa con la Harmony HS. Dopo il diploma entra a far parte della squadra universitaria della Tulsa, impegnata in NCAA Division I, dove gioca nel 2013, prima di trasferirsi alla Florida Atlantic, militandovi dal 2014 al 2016.
Nella stagione 2018-19 firma il suo primo contratto professionistico in Francia, ingaggiata dal Sens, club impegnato nel campionato di Élite. Ritorna quindi in patria per disputare la Liga de Voleibol Superior Femenino 2020 con le Valencianas de Juncos. Inizialmente ingaggiata dalle Grises de Humacao per la stagione 2021, è però costretta a saltare l'annata a causa di una frattura alla mano destra.

### Nazionale
Fa il suo esordio nella nazionale portoricana in occasione della NORCECA Final Six 2021, chiusa al sesto e ultimo posto.